# Valsul nemuritor (film din 1938)
Valsul nemuritor (titlul original: în engleză The Great Waltz) este un film dramatic biografic fictiv despre Johann Strauss (fiul), realizat în 1938 de regizorul Julien Duvivier, cu Luise Rainer și Fernand Gravet în rolurile principale. Julien Duvivier este menționat ca regizor acreditat, deși nu se știe ce scene au fost realizate de el. O mare parte din film a fost filmată de Josef von Sternberg și Victor Fleming.

## Conținut
Johann Strauss, fiul cunoscutului compozitor de vals cu același nume, lucrează la începutul ilustrei sale cariere la o bancă. Într-o zi acesta este concediat pentru că se gândește prea mult la muzică și prea puțin la clienții de la ghișeu. Prietena sa Poldi Vogelhuber, fermecătoarea fiică a directorului băncii, îl susține pe Johann în efortul său de a deveni muzician. Drumul spre succes este dificil, dar cu Poldi de partea sa, care i-a devenit soție, faima lui Johann este din ce în ce mai mare. Dar numai prin soprana Carla Donner, melodiile sale conving masele.  Curând, Johann nu mai poate rezista farmecelor lui Carla. Poldi stă singură acasă și își îndură soarta ca o soție trădată, cu seninătate stoică. Atât de mare este sacrificiul ei, încât vrea să consimtă la divorț, doar ca să-l facă fericit pe Johann. Carla nu este pregătită să-și construiască propria fericire pe nenorocirea altuia și renunță la continuarea acestei relații cu el. Johann și Poldi devin din nou fericiți.

## Distribuție
- Luise Rainer – Poldi Vogelhuber
- Fernand Gravet – Johann Strauss (fiul)
- Miliza Korjus – Carla Donner
- Hugh Herbert – Hofbauer
- Lionel Atwill – contele Hohenfried
- Curt Bois – Kienzl
- Al Shean – Cellist
- Minna Gombell – dna. Hofbauer
- Alma Kruger – dna. Strauss
- Greta Meyer – dna. Vogelhuber
- Bert Roach – Vogelhuber
- Henry Hull – Franz Joseph al Austriei
- Sig Rumann – Wertheimer
- George Houston – Schiller
- Herman Bing – Dommayer
- Christian Rub – Coachman
- Frank Mayo – ofițerul de pe navă (nemenționat)
- Larry Steers – bărbatul în uniformă (nemenționat)

## Melodii din film
Coloana sonoră a filmului este alcătuită exclusiv din lucrări de Johann Strauss (fiul). Cele mai cunoscute piese sunt: 
- Povestiri din pădurea Vieneză (op. 325)
- Dunărea albastră (op. 314)
- Va veni un timp
- Sunt îndrăgostit de Viena
- Într-o zi când eram mici
- Viață de artist [Vita d'artista] (op. 316)
- Voci de primăvară (op. 410)
- Du und Du (op. 367)
- Marșul revoluției [Revolutionsmarsch] (op. 54)
- selecțiuni din opereta Liliacul

## Aprecieri
„Reține atenția nu atât drama, cât tehnica suprapunerii montajului vizual pe cel muzical în piesele evocate.”— Tudor Caranfil ,  Dicționar universal de lungmetraje cinematografice

## Premii și nominalizări
- Oscar 1939
  - Premiul Oscar pentru cea mai bună imagine
- A mai primit încă două nominalizări la categoriile:
  - cea mai bună actriță în rol secundar pentru Miliza Korjus
  - cel mai bun montaj